# Conformité en droit français
Dans le droit français, la notion de « conformité » peut avoir plusieurs sens ;
- De manière générale, dans le domaine du droit et des transactions, la notion de conformité décrit une action ou toute action visant à rendre des mesures, ou des comportements (de dirigeants, de personnel..), au sein d'un groupe (organisme public, parapublic, privés (associations, entreprise, syndicats, etc.) comme - vis-à-vis de tiers - conformes à une norme (externe et/ou interne) applicable au lieu où ils opèrent. Ici la notion de norme fait référence aux éléments pertinents du droit (normes de droit, directives, lois et règlements) sans oublier les normes internes à l'organisation de soft law qui peuvent être assimilés à des engagements unilatéraux.
- Dans le domaine du droit appliqué au commerce, à la standardisation (normes ISO...) à l'agroalimentaire, à la santé, à la santé environnementale, la sécurité et protection des infrastructures, biens et personnes, la notion de conformité prend une importance particulière et croissante. 
Elle est parfois un gage important de crédibilité des garanties dans les transactions, car nécessaire à la confiance entre acteurs (entre le vendeur et l'acheteur, entre un donneur et un receveur par exemple). Dans le contexte de la mondialisation, la certification puis l'écocertification et l'écosociocertification présentent de enjeux particulier en termes de commerce éthique, respectueux de l'environnement et équitable[1].
- Dans le droit de l'urbanisme et de l'aménagement du territoire, la conformité décrit ou précise un niveau de rapport entre deux normes qui pourraient entrer en conflit. 
Elle est notamment utilisée pour régir les rapports entre les documents d'urbanisme ou les rapports entre un produit ou service réel et le produit ou service annoncé (certification de conformité, notion de non-conformité). 
Dans ce cadre, l'obligation de conformité est une obligation positive de respect de la « norme » supérieure. 
C'est donc une obligation plus forte ou sévère que les obligations de simples prise en compte ou compatibilité. 
La conformité est souvent liée à des éléments concrets tels que des biens ou des bâtiments. Un défaut de conformité, même de faible importance peut engager la responsabilité du promoteur, condamné à financer la démolition-reconstruction de l'ouvrage [2].

Exemple : une construction doit être conforme à la description qui en est faite dans le permis de construire.
- Dans le droit bancaire, la conformité désigne l'obligation, posée par le Règlement CRBF 97-02, ainsi que par les textes normatifs européens, que chaque établissement exécute ses opérations dans le respect des lois, des règlements et des choix décidés par les organes de direction.

Cette obligation s'impose autant aux producteurs de risques, tels que les établissements de crédit, les prestataires de services d'investissement ou encore, les établissements de paiement, qu'aux distributeurs, tels que les intermédiaire en opérations de banque et en services de paiement.

## Autres sens donné au mot conformité dans le droit
- Mise en conformité (par exemple avec la notion de mise en conformité avec le droit de l'Union européenne, et notamment dans le contexte de la PAC pour les entreprises du domaine agroalimentaire). Cette mise en conformité peut être une condition d'ouverture du droit à certaines subventions.
- Conformité à des normes et certification
- Avis conforme (expression désignant un avis devant être impérativement rendu par une autorité ou son représentant dans le cours d'une procédure), à la différence de l'avis simple[3].

« Avis conforme : Terme qui désigne le caractère impératif de l'avis émis. Ainsi, lorsque l'architecte des bâtiments de France a donné son avis (qu'il soit favorable ou défavorable), le maire est tenu de le suivre. (Art.8 D.82-211) ».
« Avis simple : Terme qui désigne le caractère indicatif de l'avis émis. Ainsi, lorsque l'architecte des bâtiments de France a donné son avis (qu'il soit favorable ou défavorable), le maire est libre de le suivre ou non. (Art.8 D.82-211 »).